# Léon Jouhaud
« Léon Jouhaud » redirige ici. Pour l’article homophone, voir Léon Jouhaux.
Léon Jouhaud, né le 23 décembre 1874 à Limoges et mort en 1950, est un émailleur, aquarelliste et pastelliste français.

## Biographie
Léon Jouhaud étudie dans le privé, passe son bac en 1892 et entreprend, passionné de bactériologie, des études de médecine à Limoges, puis à Paris.
Il exerce dans sa ville natale de 1903 à 1906, puis se lance dans une carrière artistique dans le domaine de l’émail, vieille tradition locale. Son esthétique des débuts, le néo-impressionnisme, évolue vers des scènes populaires ou intimistes, aux lignes souples ou cubisantes et aux couleurs franches.
Il partage avec Camille Tharaud de nombreuses mises au point techniques et il réalise chez lui plusieurs pièces en porcelaine.
Léon Jouhaud, qui pratique la peinture en même temps que l’émail, figure, à partir de 1910, aux expositions de la Société des artistes indépendants et de la Société des artistes français à Limoges et Paris ; il y expose des peintures au pastel ainsi que des émaux peints (scènes de genre, des paysages, des natures mortes).

## Œuvre

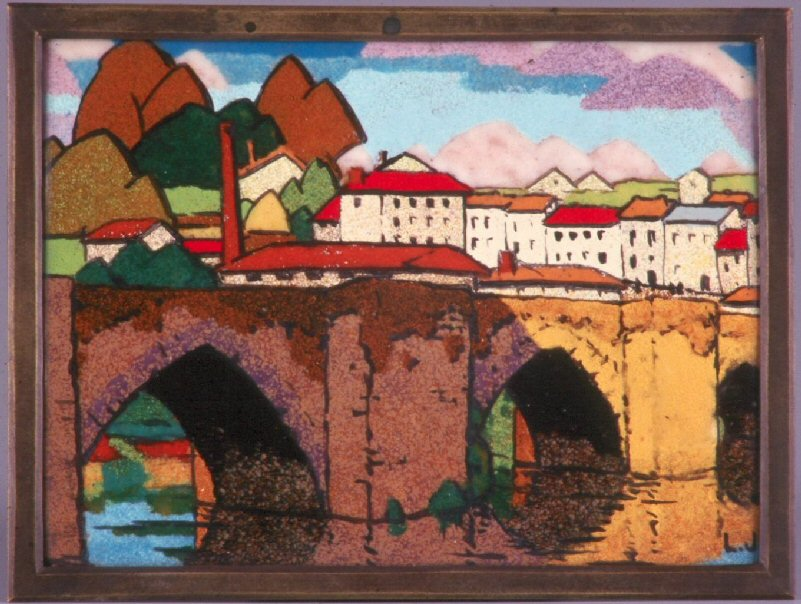
Le pont Saint-Étienne, Léon Jouhaud. Musée des Beaux-Arts de Limoges.

- Bernard Lachaniette lui a consacré une rétrospective de ses émaux en 1988 à Limoges. Un catalogue a été édité à cette occasion.
- Le Musée des Beaux-Arts de Limoges, Palais de L’Évêché, à Limoges possède une importante collection de ses œuvres (émaux, dessins).
- Plusieurs de ses œuvres, dont des nus féminins et des paysages, sont visibles jusqu'à la page 10 d'un catalogue de vente aux enchères[3].

## Galerie

Œuvres de Léon Jouhaud
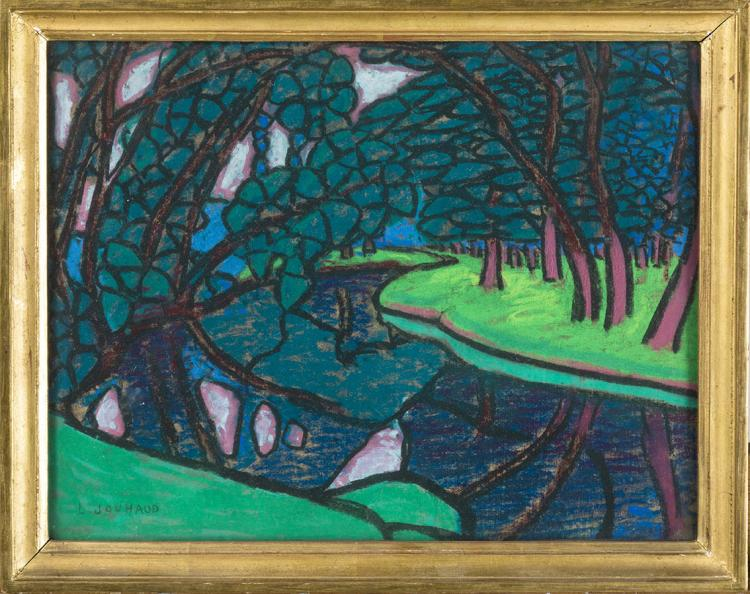
« Paysage Limousin », pastel, signé L. Jouhaud, 25,5x32,5 cm. Collection particulière.
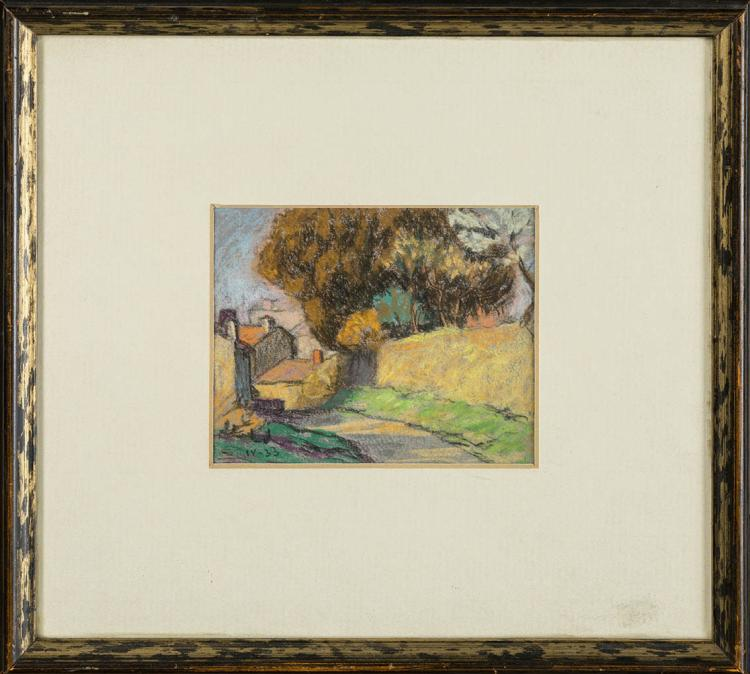
« Ruelle en Limousin », 1933, pastel, signé L. Jouhaud, 11x13,5 cm. Collection particulière.
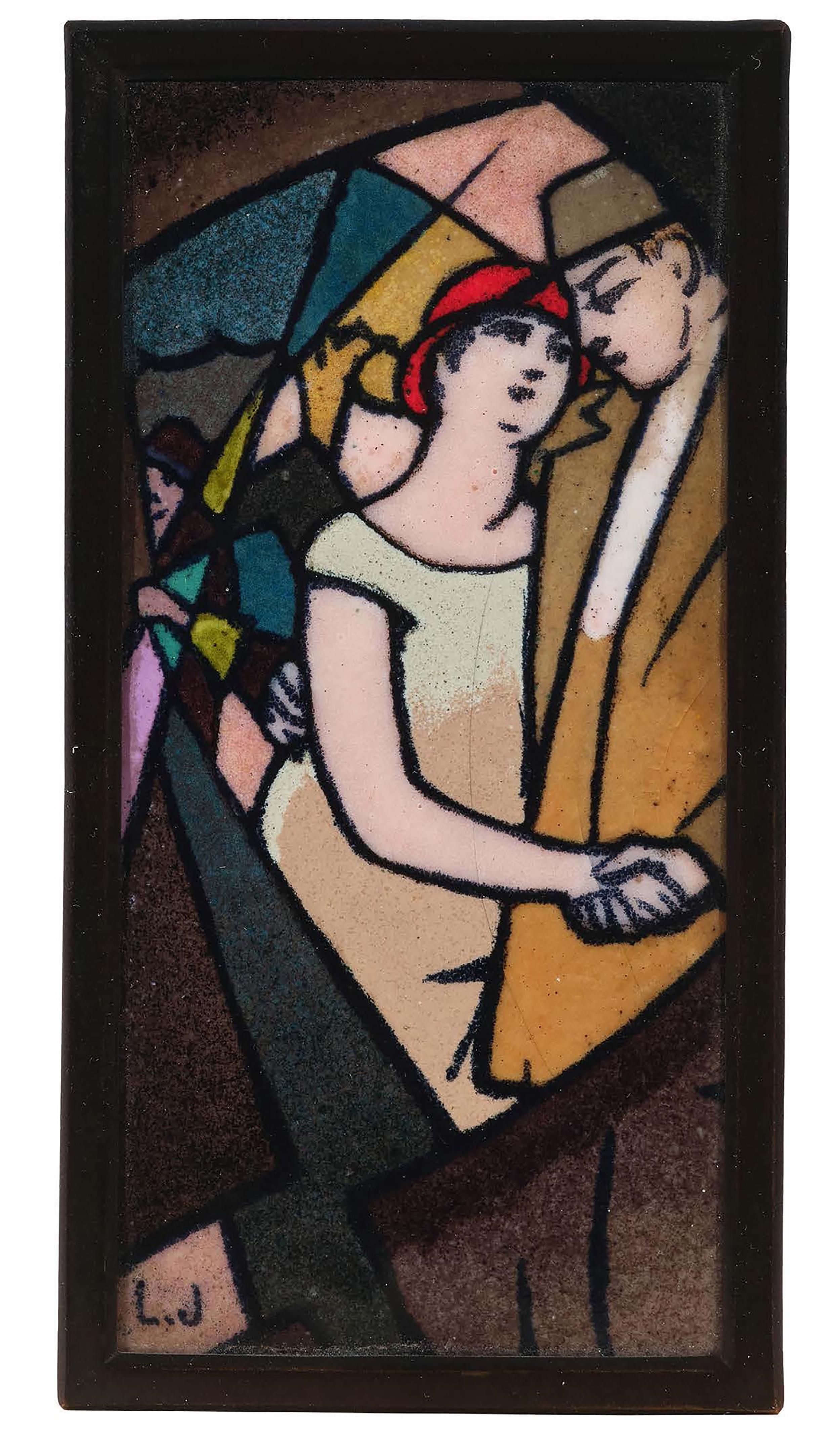
« Couple se tenant la main », émail sur plaque de cuivre, signé des initiales L.J, 12x6,4 cm. Collection particulière.
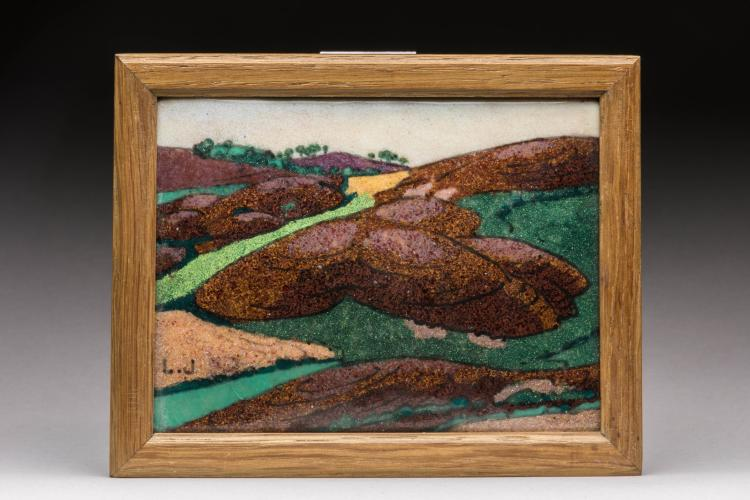
« La montagne limousine », 1947, émail sur plaque de cuivre, signé des initiales L.J, 9,5x12,5 cm. Collection particulière.

## Odonymes
- Une voie porte son nom à Limoges : Rue du Docteur Jouhaud, une voie qui est située dans le quartier de La Bastide, dans le nord de l’agglomération de Limoges, et qui relie la rue Francis Chigot et la rue Pierre Parot[4].

### Sources
- Pascale Nourisson, Léon Jouhaud : Le magicien de l'émail 1874-1950, Lucien Souny, 2003, 186 p.
- Léon Jouhaud, Souvenirs de la Grande Guerre, Presses Universitaires de Limoges, 2005, 230 p.
- Nathalie Goursaud, « Ses propriétaires nous ont ouvert les portes de l’ancienne maison de l’émailleur Léon Jouhaud », Le Populaire du Centre,‎ 8 août 2012 (lire en ligne)